# Combinació nova
En taxonomia, una combinació nova (llatí: combinatio nova, abreviat com a comb. nov.) o recombinació és el primer ús en combinació d'un nom genèric i un nom específic que ja han estat emprats per separat anteriorment. No s'ha de confondre aquest terme amb «nova espècie» (species nova), que es reserva per a espècies mai abans descrites.
Hi ha tres situacions que poden desembocar en una combinació nova:
- el trasllat d'un tàxon a un gènere diferent
- el trasllat d'un tàxon per sota del nivell espècie a una espècie diferent
- un canvi de categoria del tàxon